# Honing
Honing – wieś w Anglii, w hrabstwie Norfolk, w dystrykcie North Norfolk. Leży 22 km na północny wschód od Norwich i 180 km na północny wschód od Londynu.
W 2001 miejscowość liczyła 319 mieszkańców.
Położona jest w sąsiedztwie obszaru chronionej przyrody The Broads.